# Dark Society
Dark Society (Originaltitel: Society) ist ein in den USA produzierter Horrorfilm aus dem Jahr 1989. Es war Brian Yuznas erste Arbeit als Regisseur.

## Handlung
Der junge Bill Whitney gehört dank seiner reichen Eltern der High Society von Beverly Hills an und befindet sich auf dem Höhepunkt seines noch jungen Lebens: Er ist bei allen beliebt, steht kurz vor der Wahl zum Schulpräsidenten und hat die schönste Freundin der Stadt.
Doch allmählich bemerkt er, dass sich seine Familie und Freunde zu verändern beginnen. Nur er und sein bester Freund Milo scheinen davon nicht betroffen zu sein.
Bill sieht zunehmend seltsame Dinge und beginnt sogar an seinem Verstand zu zweifeln. Als ihm dann ein seltsames Tonband in die Hände fällt, nachdem dessen Besitzer auf brutale Weise ums Leben gekommen ist, hegt er den immer stärker werdenden Verdacht, dass etwas Unheimliches in seiner Umgebung vor sich geht. Er fühlt sich darin bestätigt, als weitere Personen zu Tode kommen und wenig später völlig unbeschadet wieder auftauchen.
Bill versucht gemeinsam mit seinem Freund Milo der Sache auf den Grund zu gehen und ergründet die schaurige Wahrheit: Als Kind wurde Bill adoptiert und von seinen vermeintlichen Eltern aufgezogen, um später den elitären Mitgliedern einer Gesellschaft bei einer Party als Nahrung zu dienen. Vor Bills Augen wird sein für tot gehaltener Schulkamerad David von den Mitgliedern der Gesellschaft auf grauenvolle Art verspeist.
Bills einzige Chance zu überleben ist ein Kampf gegen eines der Mitglieder, wobei er nach einem harten Kampf obsiegt, indem er seinen Kontrahenten „umstülpt“.
Gemeinsam mit Milo und seiner Freundin Clarissa, die, wie sich herausstellt, ebenfalls ein Mitglied der Gesellschaft ist, flüchtet Bill aus dem Haus seiner Eltern.
Die Gesellschaft beschließt nach Washington zu ziehen.

## Sonstiges
- Während des Films wird nicht genau geklärt, was die Mitglieder der Gesellschaft sind. Es wird angedeutet, dass es sich um eine sehr alte Rasse handelt, die sich parallel zu der menschlichen entwickelt und in all der Zeit ihre Population stetig erhöht hat mit dem Ziel, die dominante Spezies der Welt zu werden.
- Im damaligen Westdeutschland erschien der Film unter dem Titel Dark Society auf VHS.
- Obwohl bereits 1989 fertiggestellt, wurde der Film in seinem Ursprungsland erst 1992 veröffentlicht.

## Fassungen
In den USA war der Film lange Zeit nur in einer um 4 Minuten und 30 Sekunden gekürzten R-Rated-Fassung erhältlich, wogegen der Film in Deutschland von Anfang an ungeschnitten verfügbar war. Erst mit dem Medium DVD wurde auch in den USA eine ungeschnittene Fassung (Unrated) veröffentlicht. Die Schnitte bezogen sich sowohl auf Gewalt- als auch auf Handlungsszenen.
In Deutschland wurde der Film 1990 indiziert. Für eine Veröffentlichung als Society the Horror im Februar 2010 ließ das Label CMV Laservision ein juristisches Gutachten erstellen, da FSK-Freigaben nur für ein einziges Label gelten und indizierte Filme nicht von der FSK geprüft werden. Mitte Juli 2013 wurde der Film auf Antrag des Labels Capelight vom Index gestrichen und bekam eine FSK-Freigabe ab 16.